# Naine du Tournaisis
La Naine du Tournaisis est une race de poule naine belge peu répandue originaire du village de Bléharies, près de Tournai. Elle est également appelée la « Millefleur de Bléharies » ou simplement, « La Tournaisis ».

## Description
La Naine du Tournaisis est une naine véritable, elle n'existe pas en "grande race". Elle est légèrement plus grande qu'une volaille naine classique. 
Son port est relevé, bombé, d'allure fière surtout pour le coq, les pattes sont roses claires et terminées de quatre doigts. Quant au plumage, il est bariolé dit "mille-fleurs". C'est-à-dire tricolore, acajou moucheté de noir et blanc. Le mâle (bai) est légèrement plus foncé que la femelle (cannelle claire). Les ailes sont portées serrées au corps et légèrement pendantes. La crête et les barbillons sont bien lisses et de couleurs rouges vifs, ils sont très peu développés chez la poule. Le coq porte la queue de manière verticale et présente un beau panache. 
Elle est d'allure très vive et peut voler sans difficulté.
C'est une bonne pondeuse et une mère attentionnée. Sa chair est très fine même si désormais elle est élevée uniquement dans le cadre de l'aviculture sportive.

## Histoire
À l'origine cette poule très docile était utilisée au 19e siècle par les bateliers sur leurs péniches. Elle s'est alors sédentarisée le long de l'Escaut. 
La première sélection a été réalisée en 1913 par un instituteur de Bléharies, Léon Duquesne. Ce dernier fondera même un club spécifiquement dédié à cette race. Cependant, il faudra attendre 1923 pour que la race soit exposée la toute première fois.
La Naine du Tournaisis a présenté plusieurs variétés au cours de son histoire. Aujourd'hui, seule la variété bariolé (ou mille-fleurs) est reconnue par la Fédération Nationale des Éleveurs d'Animaux de Basse-Cour (Belgique).
Malgré un regain d'intérêt dans les années 60 et 70, la Naine du Tournaisis reste très peu répandue, ce limitant en général aux provinces du Hainaut et de Namur.

## Standards

### Coq
- Port : Majestueux, relevé de devant.
- Tête : Très fine, normale.
- Crête : Simple, droite, de grandeur moyenne, régulièrement dentelée, généralement cinq dents, texture fine, rouge vif.
- Bec : Fort, corne claire.
- Yeux : Grands, vivants, iris rouge orange.
- Face : Lisse, rouge vif.

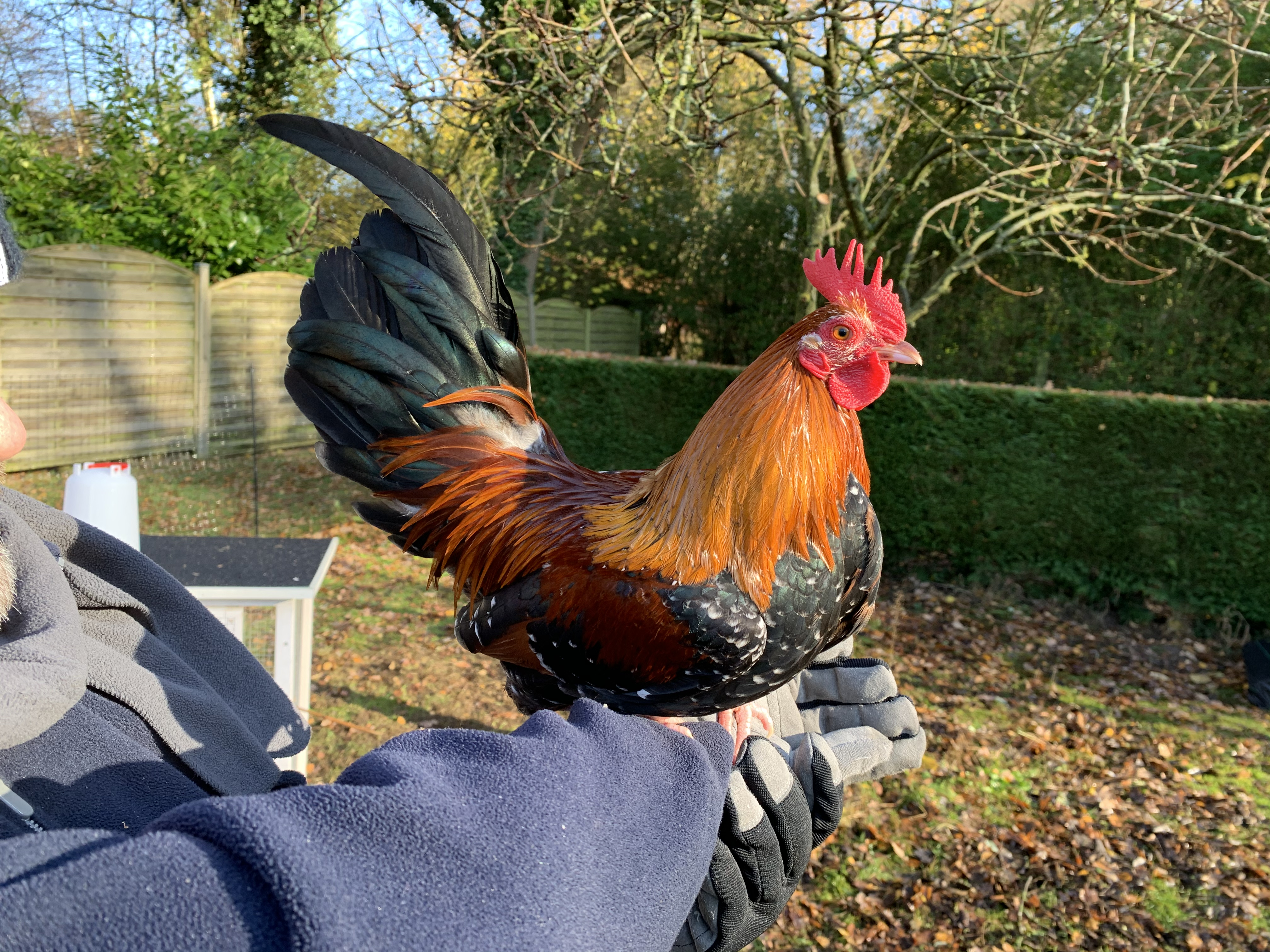
Coq, âgé de 8 mois environ.

- Barbillon : Moyennement développés, bien arrondis, texture fine, rouge vif.
- Oreillon : Peu développés, rouge vif.
- Cou : Moyennement développé, relevé et légèrement courbé.
- Camail : Bien développé sans être bombé.
- Dos : Longueur moyenne, large, lancettes de la selle bien développées, descendant vers la queue.
- Ailes : Portées bien serrées au corps, un peu descendues sans être pendantes.
- Abdomen : Moyennement développé, partie duveteuse bien arrondie.
- Queue : Portée à peu près perpendiculairement avec la ligne du dos, grandes faucilles bien développées, mais moyennement courbées, petites faucilles bien courbées.
- Poitrine : Large, bien charnue, bien bombée.
- Cuisses : Fortes, apparentes, bien visibles.
- Tarses : De longueur moyenne, assez forts, lisses, blanc rose.
- Doigts : Quatre, le pouce dans l'axe du médian, de la couleur des tarses.
- Ongles : Légèrement corne claire.

### Poule
Caractères identiques au coq hormis : 
- Crête : Réduite.
- Barbillons : Peu développés.
- Camail : Moins développé.

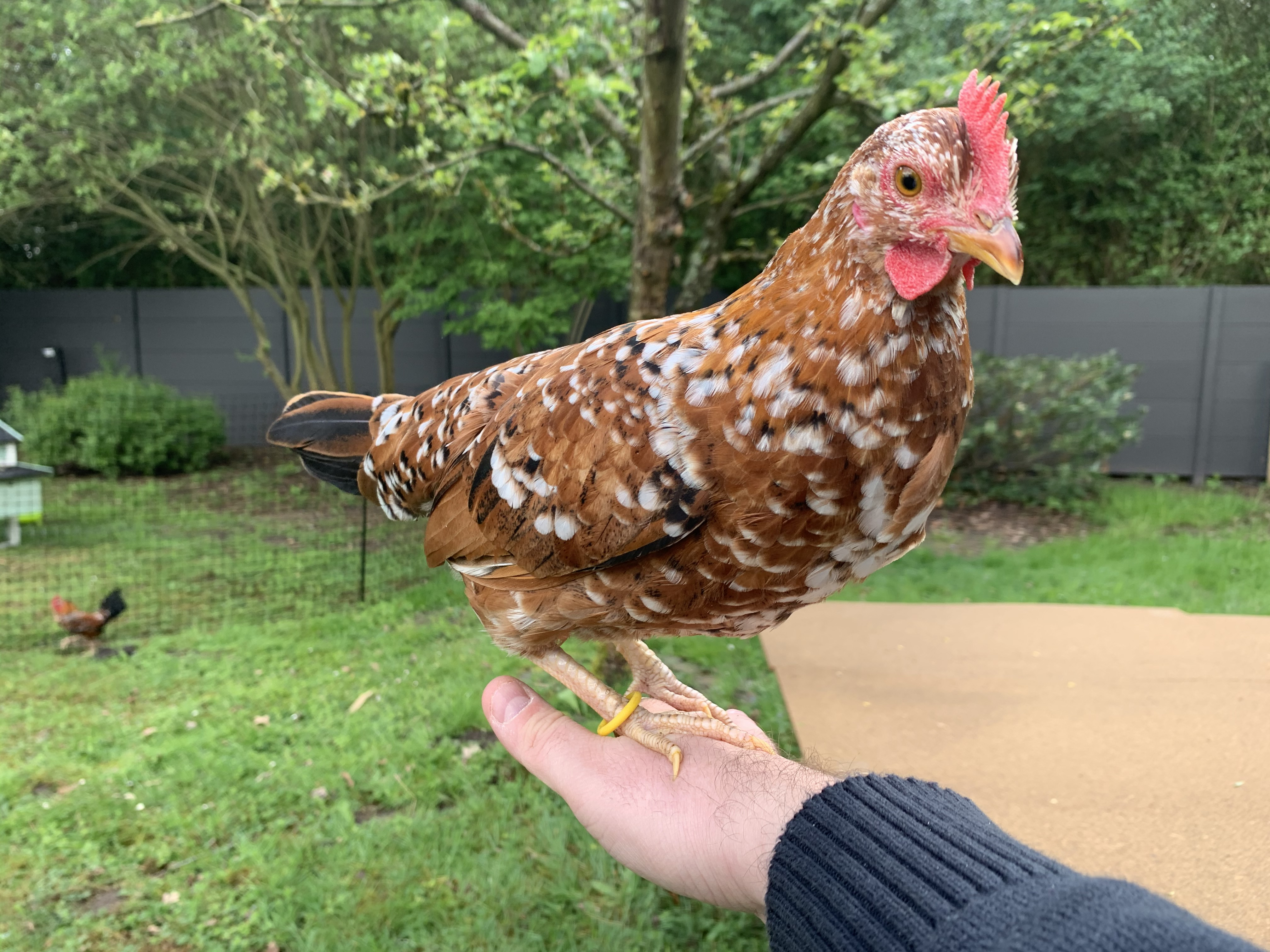
Jeune poule d'environ 4 mois

- Dos : Formant une ligne un peu creuse avec la queue.
- Abdomen : Bien développé sans être bas.
- Queue : Oblique, formant un angle obtus avec la ligne du dos, semi ouverte.

## Sources
- "Standards volailles et volailles naines" Fédération Nationale des Éleveurs d'Animaux de Basse-Cour
- Article sur la Naine du Tournaisis par D. Macrez et R. Deravet